# Ivica Todorov
Ivica Todorov (* 4. Juli 1950 in Zrenjanin, Jugoslawien) ist ein serbisch-französischer Fußballtrainer und ehemaliger Fußballspieler.
Er spielte unter anderem bei FK Roter Stern Belgrad und trainierte neben Klubs in Marokko, Tunesien oder Saudi-Arabien die Nationalmannschaft Burkina Fasos. Seit 2008 ist Todorov Nationaltrainer Kongos.